# Tommaso Casillo
Tommaso Casillo (Casoria, 29 gennaio 1955) è un politico italiano.

## Biografia
È figlio di Crescenzo Casillo, il sindaco di Casoria assassinato nel 1984. Consegue il diploma di maturità classica al liceo classico Giuseppe Garibaldi di Napoli.
Inizia a fare politica verso la fine degli anni 70 con il Partito Socialista Italiano, durante la stagione craxiana. Dopo lo scioglimento del PSI aderisce ai Socialisti Italiani e alle elezioni regionali in Campania del 1995 si candida nella lista Patto dei Democratici, nella coalizione del candidato presidente di centro-sinistra Giovanni Vacca, venendo eletto consigliere regionale.
A fine anni '90 confluisce nello SDI e poi si candida alle elezioni politiche del 2001 con Il Girasole, venendo eletto, nelle liste dell'Ulivo, come senatore della repubblica per la XIV Legislatura Italiana.
Il 17 maggio 2006 entra a far parte del governo Prodi II in qualità di Sottosegretario di Stato al Ministero delle infrastrutture.
Si candida a sindaco di Casoria alle elezioni comunali del 2008, venendo sconfitto da Stefano Ferrara, esponente del PdL, ottenendo il 42.4% delle preferenze, ma risultando eletto come consigliere comunale, carica da cui rassegna le dimissioni nell'aprile del 2009.
Alle elezioni regionali in Campania del 2010 viene candidato nella lista elettorale "Campania Libera", facente parte della coalizione di centrosinistra avente Vincenzo De Luca, sindaco di Salerno, come candidato Presidente, non risulta tuttavia eletto raccogliendo 7.250 preferenze.
Aderisce nel 2010 ad Alleanza per l'Italia di Francesco Rutelli, assieme all'europarlamentare dell'Italia dei Valori Vincenzo Iovine.
Alle elezioni regionali in Campania del 2015 si ricandida con De Luca presidente nella lista collegata 'Campania libera', risulta eletto in consiglio regionale, dove assume la carica di vicepresidente.
Decide di ricandidarsi al Consiglio regionale della Campania per le elezioni regionali del 2020, sempre nella lista "Campania Libera" di Vincenzo De Luca, ottenendo oltre 12.000 preferenze, ma, non viene eletto